# London (Album)
London ist das 34. Album der israelischen Sängerin Chava Alberstein.

## Geschichte
Das Album erschien 1989 während der ersten Intifada. Es enthält u. a. das umstrittene  Lied Chad Gadya, das die Behandlung der Palästinenser in den besetzten Gebieten kritisiert. Teile der israelischen Öffentlichkeit waren schockiert. und viele Rundfunkstationen boykottierten das Stück. Das Lied wurde auch später kaum im Radio gespielt.
Das Titellied London der CD nahm Chava Alberstein in einer neuen Version als Werbelied für den Kabelnetzbetreiber YES neu auf, was ihr viel Widerspruch einbrachte.

## Titelliste
1. London (Hanoch Levin und Chava Alberstein) 4:42
2. Be´emtza Chayai (Nili Galmor und Chava Alberstein) 4:03
3. Remez (Chava Alberstein) 3:28
4. Im Yaruni Even (Ba´alatat) (Amir Gilboa und Chava Alberstein) 4:39
5. Kchi Oti Itach (Chava Alberstein) 4:26
6. Ma Yihiye (Chava Alberstein und Jaroslav Jakobowitsch) 4:50
7. Chad Gadya (Basierend auf einem traditionellen Pesach-Lied, umgeschrieben von Chava Alberstein) 5:09
8. Al Tashlicheni (Chava Akberstein und Jaroslav Jakobowitsch) 4:33
9. Peirot Hakaitz ve Peirot Hastav (Chava Alberstein)4:09
10. Yesh Sipur Chadash Bair (Duett mit Dafna Armoni) (Chava Alberstein) 4:32
11. Gam Ata Ta´avor (Chava Akberstein und Jaroslav Jakobowitsch) 5:37